# 文振縣 (交阯)
文振縣，是明代交阯承宣布政使司下轄的一個縣，治所可能在今越南安沛省文振縣。

## 沿革
- 永樂五年（1407年）六月癸未置，屬歸化直隸州領[3][4][5][6][7]。
- 永樂八年秋七月己卯，設文振縣之文盤、甘棠馬驛、文振縣稅課局[8]。
- 永樂十三年八月丁亥，革文振縣稅課局[9]。
- 永樂十七年夏四月壬午，改交阯文振縣之甘棠驛隸文盤縣[10]。